# De Vergeten Plek
De Vergeten Plek is een kunstwerk van de Eline Ouwendijk (Rozenburg, 1968). Het markeert sinds 1996 een bijzonder eilandje aan de Mina Druckerhoeve in de wijk Zuidplas van Waddinxveen.
Het is een kunstwerk voor het laagste polderwaterpeil ter wereld: 7,10 meter onder NAP (Normaal Amsterdams Peil).

## Geschiedenis

### Proloog
Op 23 juni 1988 deed de journalist Bert Woudenberg in een brief aan de gemeente Waddinxveen de suggestie in het hart van Zuidplas, waar sinds vijf jaar werd gebouwd, het "leven onder de zeespiegel" kunstzinnig vorm te geven. Dit was naar aanleiding van het feit dat het in 1990 precies 150 jaar geleden was, dat de Zuidplaspolder droog viel. Eind oktober 1988 maakte de wethouder voor kunst en cultuur bekend het idee over te nemen en te zullen gaan werken aan het realiseren van een 'polderkunstwerk' in de openbare ruimte.
Dit kunstwerk moest symboliseren dat Waddinxveen over het laagste polderwaterpeil ter wereld beschikte, zoals gebleken was uit de gegevens van het Hoogheemraadschap van Schieland.
In oktober 1989 werd gestart met de voorbereiding van de komst van het kunstwerk.
Er was op dat moment al een projectopzet beschikbaar van het Praktijkbureau Beeldende Kunstopdrachten van het ministerie van welzijn, Volksgezondheid en Cultuur (WVC) met een totaalbudget van 450.000 gulden. De coördinatie van de nieuwe woningbouwplannen in de woonwijk Zuidplas, de inrichting van het gewenste groengebied en de realisering van het kunstwerk werd ondergebracht in de werkgroep Zuidplas.
Er ontstond een lange en vertragende discussie tussen de gemeente Waddinxveen en het Praktijkbureau Beeldende Kunstopdrachten over de selectieprocedure van kunstenaars. Het ging er om of het uitnodigingsbeleid voor kunstenaars open of selectief moest zijn. In 1991 werd overeenstemming bereikt en werd het plan verder opgepakt.
Aan drie geselecteerde landelijke kunstenaars werd gevraagd met een ideeënontwerp en een schetsontwerp te komen. De kunstenaars werden selectief uitgenodigd omdat alleen zo naar de mening van het Praktijkbureau de kwaliteit van het kunstwerk kon worden gewaarborgd. Het goede idee moest van de drie kunstenaars komen. De kosten hiervan bedroegen f 5000,- per ontwerp. De kosten werden door de gemeente en het Praktijkbureau gedeeld.  Zomer 1992 gaven de kunstenaars John Kormeling, Luc Delen en Krijn Giezen  eensgezind de opdracht terug omdat een kunstwerk geen recht zou doen aan de schaal van het thema 'diepste polderpeil' en dat de stedelijke bebouwing van de Zuidplas al afbreuk deed aan de polder.

### Schepraderen uit gemaal Bloemdaal

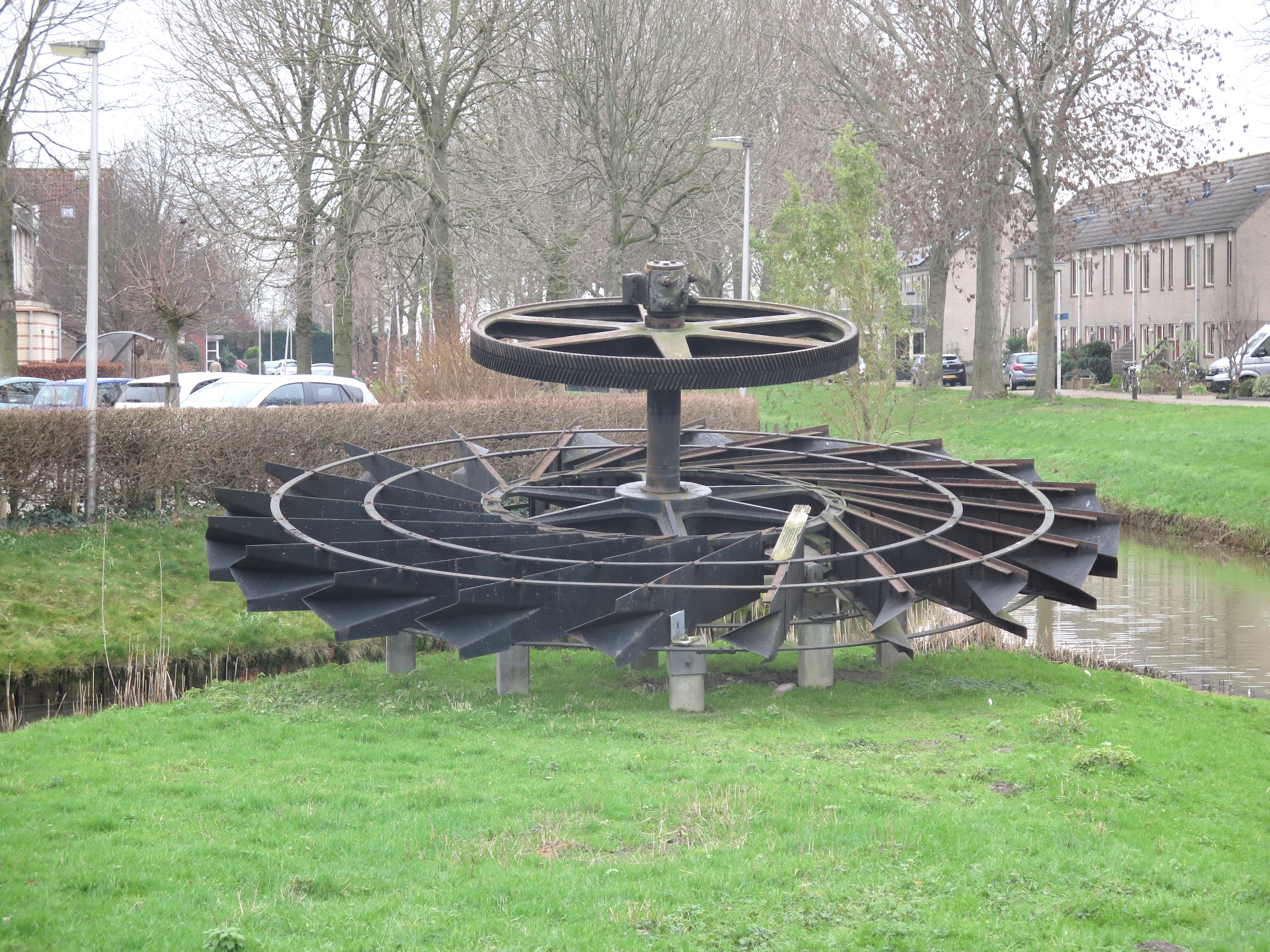
Een van de schepraderen afkomstig uit het gemaal Bloemendaal

In 1992 werd het gemaal Bloemendaal aan de Henegouwerweg afgebroken om plaats te maken voor een nieuw gemaal. De twee antieke schepraderen afkomstig van het oude gemaal waren bestemd voor de smeltovens van Hoogovens te IJmuiden. Mede door de inzet van de oud-burgemeester van Waddinxveen, de heer C.M. van der Linden, was het gemeentebestuur er net op tijd bij om de antieke, uit 1875 stammende schepraderen voor de sloop te behoeden. Het waterschap "De Gouwelanden" stelde de schepraderen belangeloos ter beschikking van de gemeente, waardoor ze als kunstwerk voor het nageslacht bewaard konden blijven.
Het gemeentebestuur kwam gaandeweg met een geheel nieuw idee om de schepraderen deel te laten uitmaken van het nieuwe polderkunstwerk.
De contacten met het ministerie van WVC over het polderkunstwerk waren intussen afgebroken omdat het niets concreets had opgeleverd. Het rijk zou weliswaar meebetalen, maar eiste veel invloed op de uitvoering van het kunstwerk.

### Ideeontwerp
In 1994 is de plek vastgesteld waar het polderkunstwerk zou moeten komen. Dat was in of nabij de sloot waarin het laagste polderwaterpeil was gemeten in een nieuwe wijk in Zuidplas '90. De commissie Kunstwerk Zuidplas werd in het leven geroepen die de realisatie van het kunstwerk moest gaan begeleiden. Inwoners van Waddinxveen konden ideeën en suggesties over de invulling van dit kunstwerk indienen als inspiratiebron voor de professionele kunstenaars die later zouden worden gekozen.
De gemeente Waddinxveen stelde een budget beschikbaar en de commissie Kunstwerk Zuidplas diende een subsidieaanvraag in bij de provincie Zuid-Holland. Het totale budget voor het kunstwerk was ƒ 112.500,-, waarvan ƒ 7.500 voorbereidingskosten. In een eerder stadium was ƒ 16.000,- uitgegeven voor het veiligstellen van de schepraderen. Nadat het totale budget bekend was, werden kunstenaars door middel van een open inschrijving opgeroepen hun ideeontwerp in te dienen.
In mei 1995 werden uit 59 inzendingen twee ideeontwerpen uitgekozen: die van kunstenaar Jan Willem van de Kerkhof en van de kunstenares Eline Ouwendijk. De commissie Kunstwerk Zuidplas kwam tot de unanieme keuze om de 27-jarige in België wonende kunstenares Eline Ouwendijk het polderkunstwerk in de woonwijk Zuidplas ’90 te laten maken.
De opdracht, het realiseren van een kunstwerk in of nabij de sloot waarin het laagste polderwaterpeil ter wereld werd gemeten, met een verwijzing naar dit gegeven en met gebruikmaking van twee schepraderen uit het gesloopte gemaal Bloemendaal, is volgens het gemeentebestuur door Eline Ouwendijk op bijzondere wijze vormgegeven. Naast het gegeven van het laagste polderwaterpeil heeft Eline Ouwendijk als thema "De Vergeten Plek" gekozen.

### Realisatie
Op 9 januari 1996 heeft wethouder voor kunst en cultuur Karel van Soest de eerste paal geslagen voor het kunstwerk. Het eigenlijke werk werd op aanwijzing van de kunstenares uitgevoerd door aannemersbedrijf Breedijk. Het vervaardigen van het kunstwerk nam enige tijd in beslag. Eerst zijn de benodigde palen geslagen. Daarna zijn de schepraderen op de palen bevestigd en is het gevelelement voltooid. Als laatste kreeg het eilandje zijn definitieve vorm.
Op 14 september 1996, op Open Monumentendag, heeft de Waddinxveense onderwijs- en cultuurwethouder Maria Wientjes-van der Velden het polderkunstwerk "De Vergeten Plek" onthuld.

## Beschrijving van het kunstwerk
Een plek, waar je even

stil kunt staan bij het verleden.

Een plek, waar de tijd

geen rol speelt.

Een 'VERGETEN PLEK'.

"De Vergeten Plek" van Eline Ouwendijk is een omgevingskunstwerk, waarbij uitgegaan wordt van gegevens in de omgeving.
De basis van het kunstwerk is een grillig gevormd eilandje aan de sloot waar het laagste polderwaterpeil ter wereld is gemeten. De verschillen tussen zomer- en winterpeil worden gesymboliseerd door het veranderende beeld dat de wisseling van seizoenen te zien geeft. Dit beeld wordt versterkt door het riet tweemaal per jaar te maaien.
Op het eilandje zijn twee antieke schepraderen geplaatst als relikwieën van het Hollands landschap midden tussen de nieuwe huizen. De schepraderen zijn afkomstig uit het gesloopte gemaal Bloemendaal uit 1875.
Ze zijn scheef geplaatst op betonnen palen als overblijfselen van het verleden op het land dat zij vroeger hebben droog gehouden. Het lijkt alsof de raderen er al lagen voordat de wijk werd gebouwd. De scheve vlakken van de schepraderen en het gevelelement komen terug in het dak van de naastgelegen kerk De Morgenster.
Het eilandje is bereikbaar door een betonnen element dat perspectivisch vertekend de voorgevel van het oude poldergemaal voorstelt. Op de plek van de vensters zijn metalen roosters aangebracht, waar doorheen het water te zien is. Bovenin de gevel zit een glazen "medaillon" met een foto van het oorspronkelijke gemaal.
Door het karakteristieke van de schepraderen en het thema van het laagste polderwaterpeil is het een plek met een sterke identiteit.
Alle elementen vormen samen het beeld. Een plek, waar je even stil kunt staan bij het verleden. Een plek waar de tijd geen rol speelt. Een "vergeten plek".

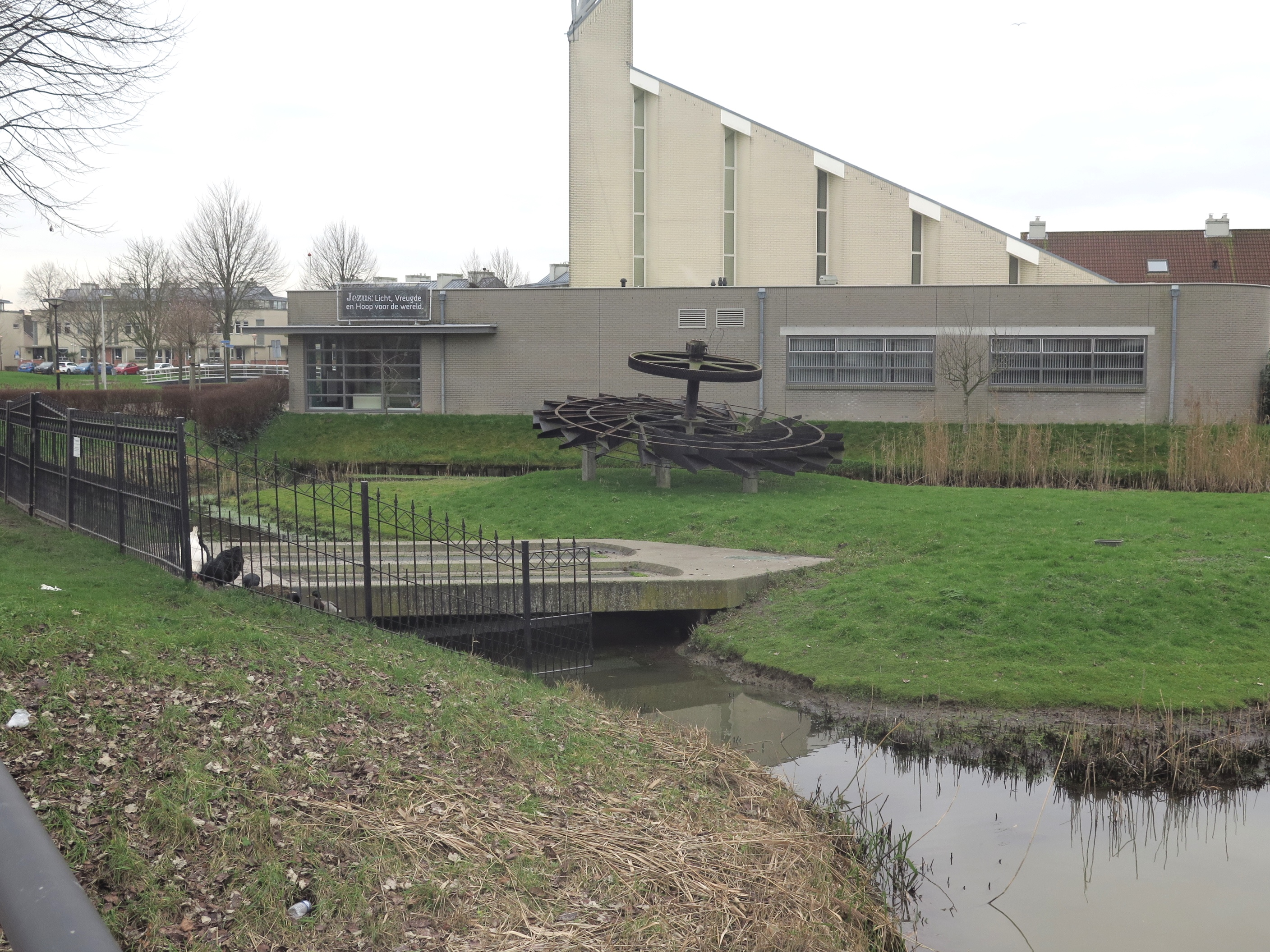
Eilandje met schepraderen met op de achtergond de kerk De Morgenster
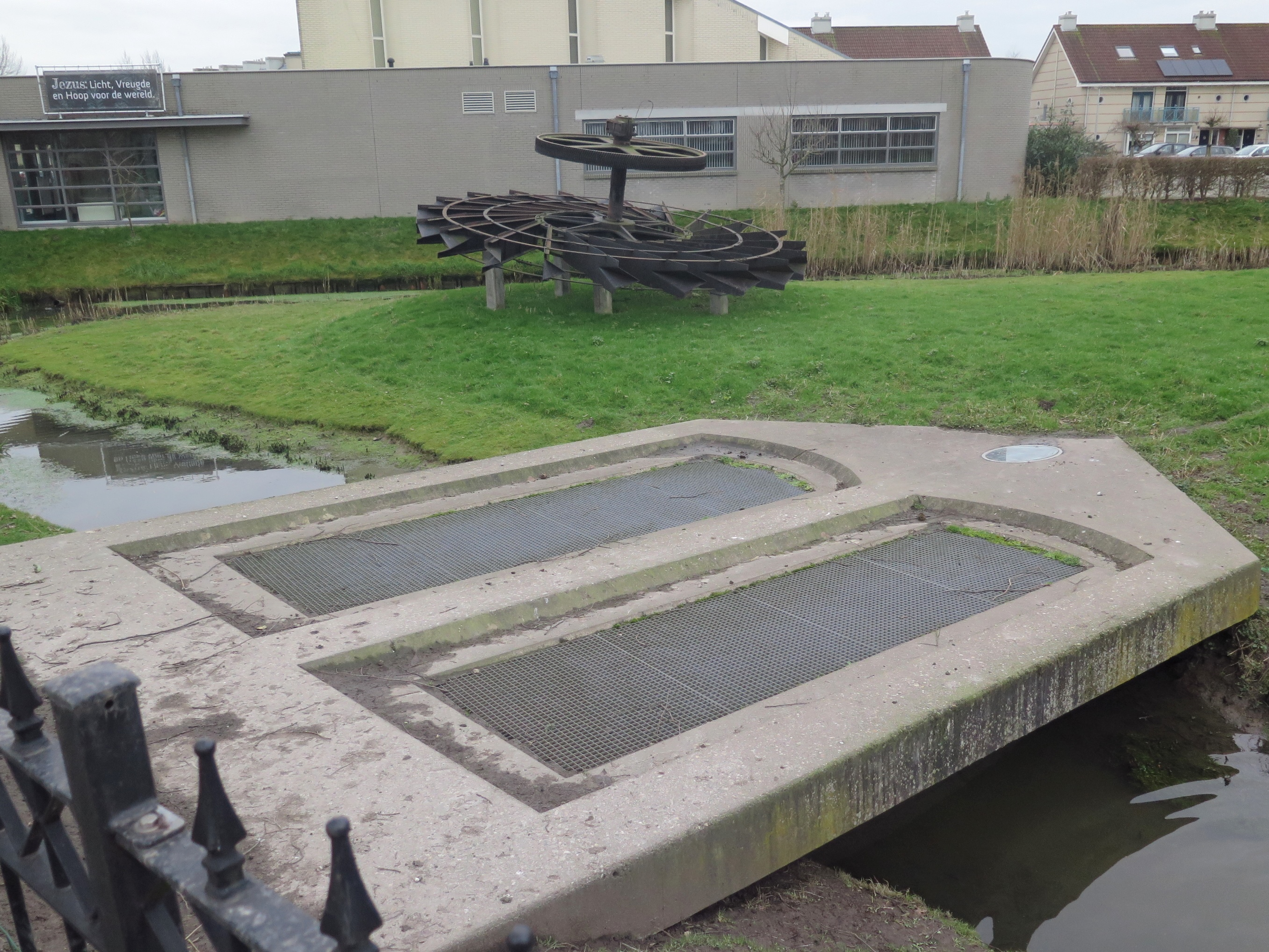
Het betonnen element dat de voorgevel voorstelt van het gemaal Bloemendaal
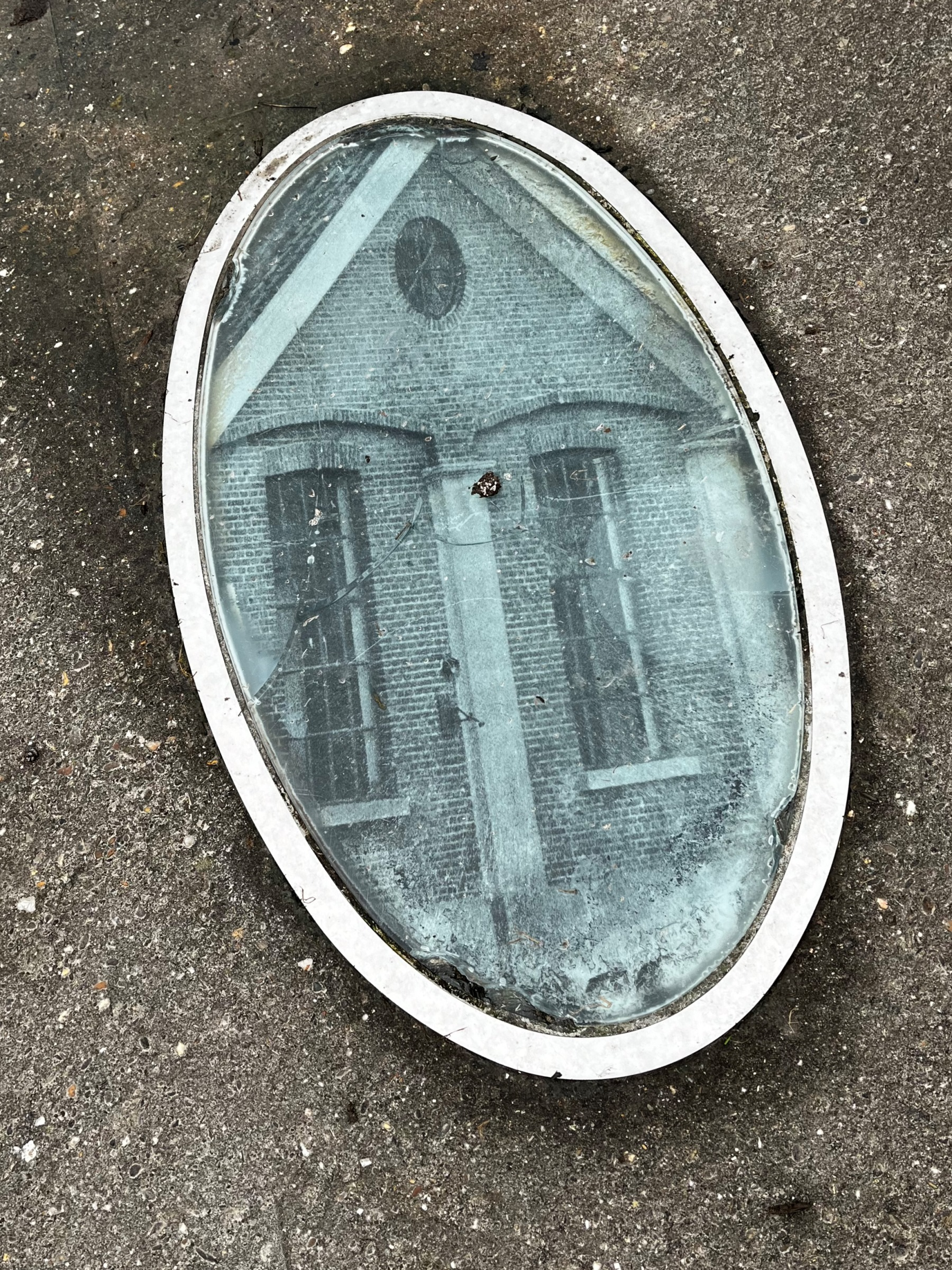
Het "medaillon" met de foto van de voorgevel van het gemaal Bloemendaal

## Laagste polderwaterpeil

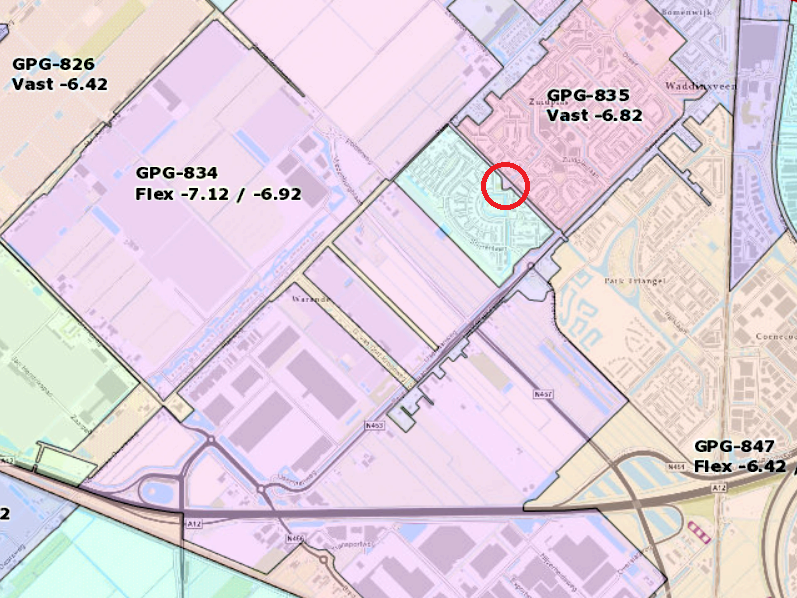
Gebied met het laagste polderwaterpeil GPG 834, "De Vergeten Plek" is rood omcirkeld (Bron: HHSK

Voor het peilgebied "Tweede Blok", direct ten westen van de kern Waddinxveen (GPG-834)
geldt het laagste polderwaterpeil in het beheergebied van het hoogheemraadschap van Schieland en de Krimpenerwaard (HHSK) en ook in heel Nederland. Hier wordt in de winter of andere zeer natte periodes gestuurd op een waterpeil tot NAP -7,12 m. In droge periodes is dit hoger, tot NAP -6,92 m. "De Vergeten Plek" ligt in een watergang die in verbinding staat met dit peilgebied. Voor het peilgebied "Bierhoogt" net ten zuiden van de A12 geldt overigens een vergelijkbaar waterpeil.
In 2005 heeft een zogenoemde NAP-correctie plaatsgevonden. Deze heeft tot gevolg dat in de regio de hoogtes 2 cm omlaag zijn bijgesteld. Wat nu NAP -7,12 meter is, was tot en met 2004 NAP -7,10 m.
Lange tijd er is gespeculeerd over de plaats van het laagste punt van Nederland. Waddinxveen en Rotterdam-Crooswijk claimden beide met het laagste polderwaterpeil tevens het laagste punt van Nederland binnen hun gemeente te hebben. In 1996 werd de discussie hierover beëindigd, nadat Rijkswaterstaat bij de berekening is uitgegaan van de hoogte van het maaiveld van een gebied. De kandidaat-laagste punten in Waddinxveen en Rotterdam-Crooswijk vielen af omdat deze betrekking hadden op een waterpeil. Voor Waddinxveen was dit overigens geen gezichtsverlies omdat er steeds gesproken is van een kunstwerk voor het laagste polderwaterpeil.
Opvallend was dat het laagste polderwaterpeil van NAP -7,10 m werd betwist door de deelgemeente Kralingen-Crooswijk. Het volkstuincomplex van de volkstuinvereniging De Venhoeve in de deelgemeente werd doorsneden door slootjes die op NAP -7,20 m werden gehouden. Deze hoogte was echter lokaal gemeten en niet in een polderbesluit vastgelegd. Volgens de Meetkundige Dienst van Rijkswaterstaat heeft Waddinxveen het laagste polderwaterpeil.

## Fotogalerij

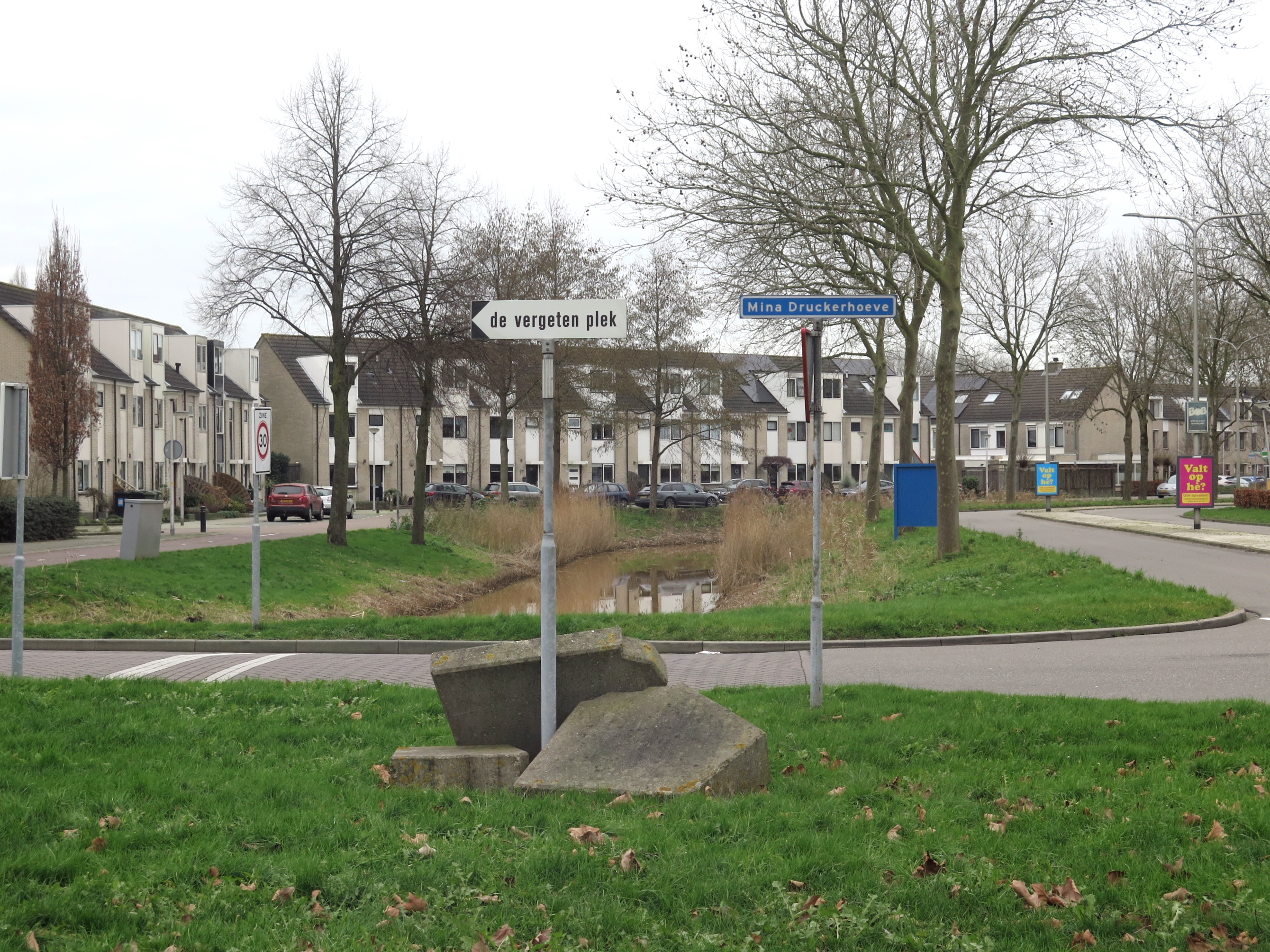
Wegwijzer naar "De Vergeten Plek"
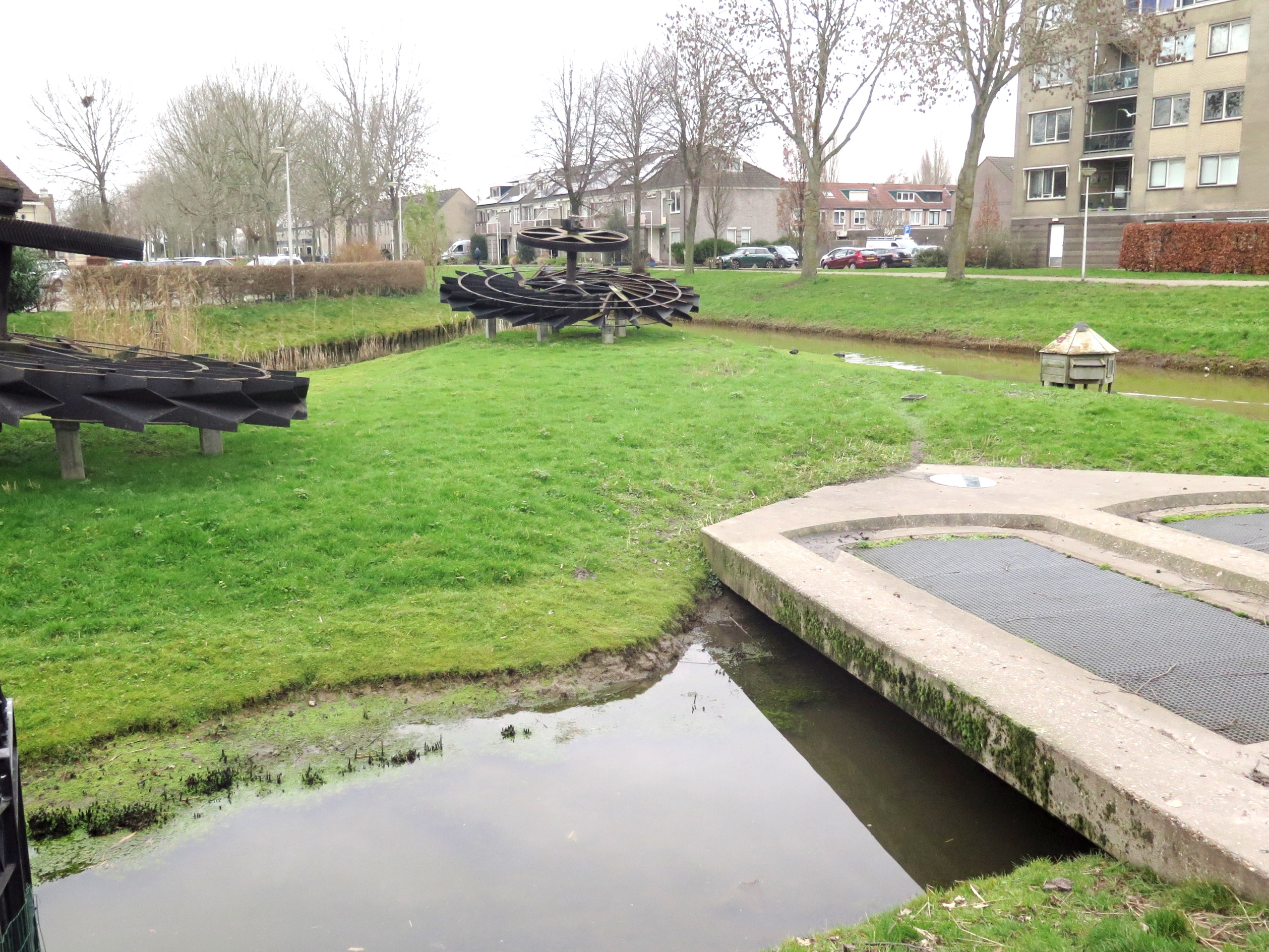
Eilandje met de schepraderen en de "Brug".
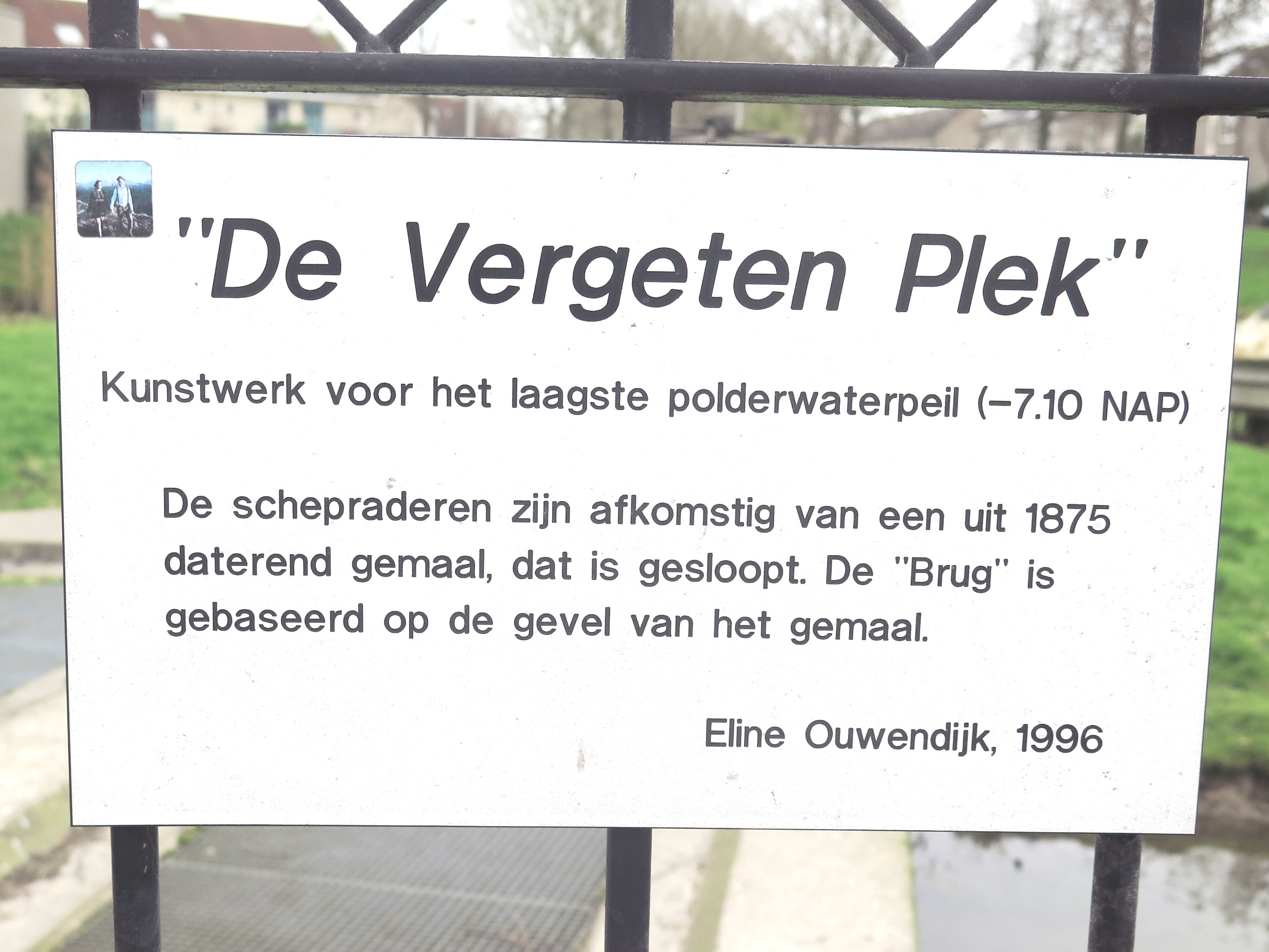
Tekstplaat
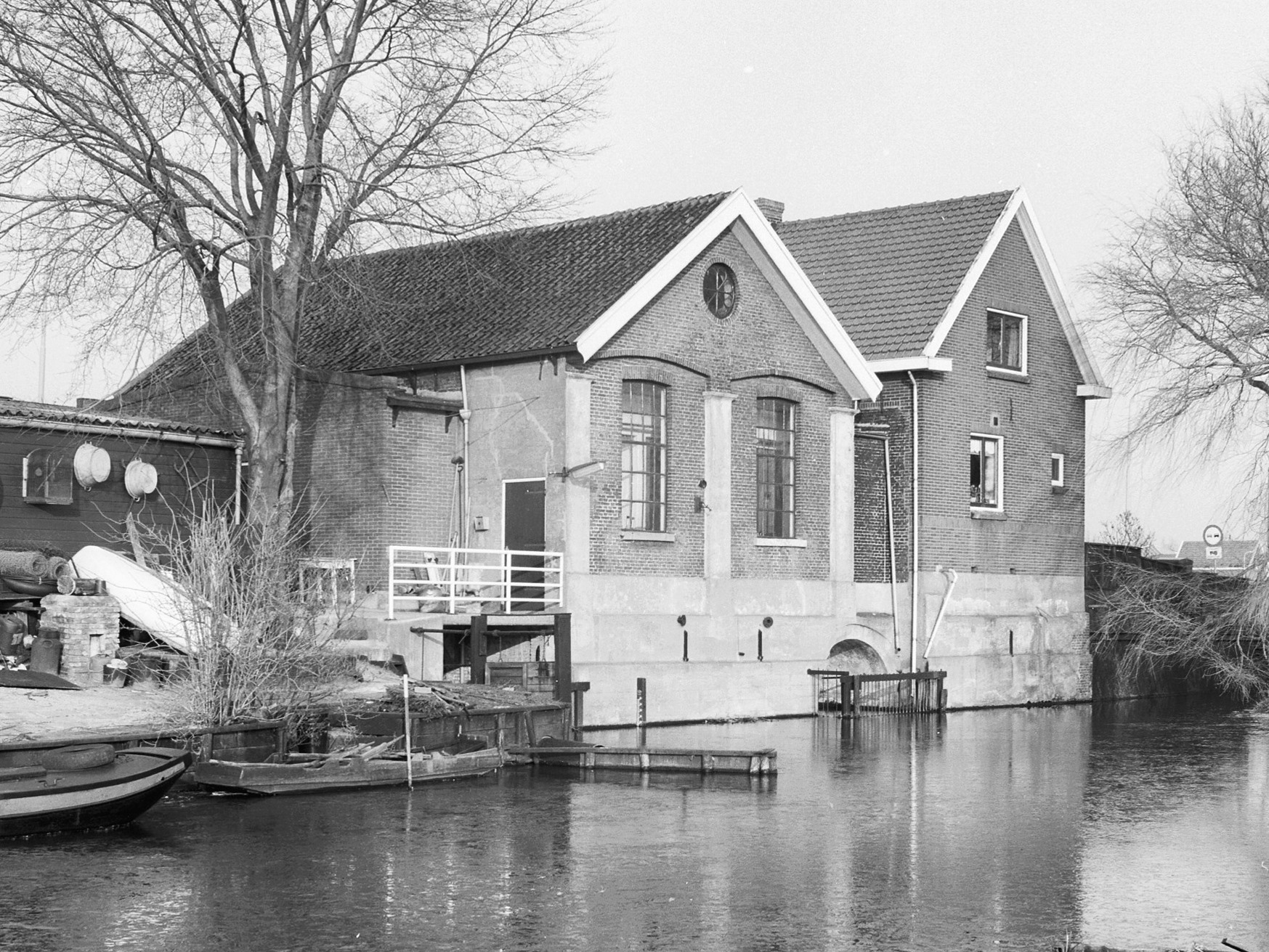
Het vroegere gemaal Bloemendaal